# Haidar al Ibrahim
Haidar al Ibrahim (Bagdad, 20 juli 1988) is een Nederlandse lokale politicus in de gemeente Hilversum. In het verleden heeft hij DENK en GroenLinks vertegenwoordigd. In 2023 heeft hij de Sociaal-Conservatieve Beweging (SCB) opgericht.

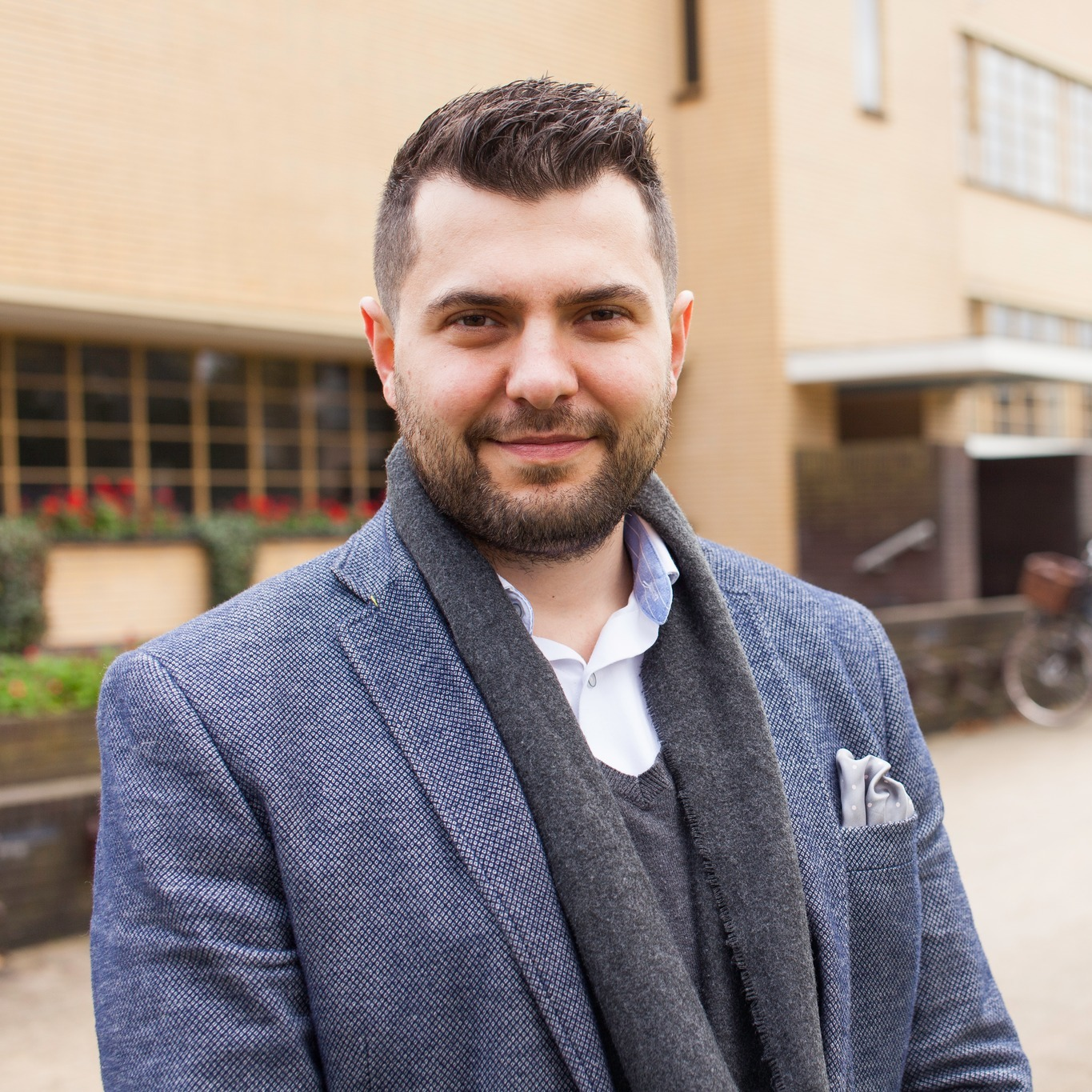
Al Ibrahim in 2022

## Sociaal-Conservatieve Beweging
Al Ibrahim richtte in 2023 de Sociaal-Conservatieve Beweging (SCB) op. De SCB is een Nederlandse democratische politieke beweging met een sociaal-conservatieve signatuur.

## Palestina
Al Ibrahim is een actief voorvechter van de Palestijnse zaak in Nederland. Hij is betrokken bij diverse pro-Palestijnse initiatieven en maakt gebruik van zijn platform als politicus om de rechten van de Palestijnen te verdedigen en te pleiten voor een rechtvaardige en vreedzame oplossing van het conflict.